# Joseph Joffre
Joseph Jacques Césaire Joffre (12. ledna 1852 Rivesaltes – 3. ledna 1931 Paříž) byl francouzský generál během první světové války. Proslavil se v první bitvě na Marně v roce 1914, kde se podílel nad vítězství Dohody nad Němci. Jeho popularita mu zajistila přezdívku Papa Joffre.
Narodil se v Rivesaltesu ve Francii katalánským rodičům. V roce 1870 nastoupil na École Polytechnique. Vojenskou službu započal při obléhání Paříže v prusko-francouzské válce, ale většinu kariéry strávil v koloniích jako vojenský inženýr, např. při čínsko-francouzské válce (srpen 1884–duben 1885). Poté se vrátil do Francie a stal se vrchním velitelem francouzské armády (1911).
Na začátku první světové války se Němci snažili uskutečnit Schlieffenův plán. Joffre pomohl zastavit německá vojska v první bitvě na Marně. Po obrovských ztrátách při bitvě u Verdunu a bitvě na Sommě byl ale ve funkci vrchního velitele 13. prosince 1916 nahrazen Robertem Nivellem.
V roce 1916 se jako první muž Třetí republiky stal maršálem Francie. V roce 1919 odešel do důchodu a stal se členem Francouzské akademie. Zemřel 3. ledna 1931 v Paříži. Jeho paměti byly posmrtně vydány ve dvou dílech v roce 1932.

## Vyznamenání
| Stát    | Stuha                              | Název                                        | Datum udělení       |
| ------- | ---------------------------------- | -------------------------------------------- | ------------------- |
| Francie |                                    | rytíř Řádu čestné legie                      | 1885, 7. září       |
| Francie |                                    | důstojník Řádu čestné legie                  | 1895, 26. prosince  |
| Francie |                                    | komandér Řádu čestné legie                   | 1903, 11. července  |
| Francie |                                    | velkodůstojník Řádu čestné legie             | 1909, 11. července  |
| Francie |                                    | velkokříž Řádu čestné legie                  | 1914, 11. července  |
| Francie |                                    | Médaile militaire                            | 1914, 26. listopadu |
| Francie | Croix de guerre 1914–1918 s palmou |                                              |                     |
| Francie |                                    | Pamětní medaile války 1870–1871              | 1871                |
| Francie |                                    | Pamětní medaile Tonkinské expedice           | 1887                |
| Francie |                                    | Koloniální medaile se sponou Senegal a Súdán | 1894                |
| Francie |                                    | důstojník Řádu annámského draka              | 1887                |

| Stát                   | Stuha                       | Název                                 | Datum udělení       |
| ---------------------- | --------------------------- | ------------------------------------- | ------------------- |
| Kambodža               |                             | velkokříž Královského řádu Kambodže   |                     |
| Maroko                 |                             | velkokříž Řádu Ouissam Alaouite       |                     |
| Polsko                 |                             | Řád bílé orlice                       | 1921                |
| Polsko                 |                             | stříbrný kříž Řádu Virtuti Militari   | 1921                |
| Portugalsko            |                             | velkokříž Řádu věže a meče            | 1921, 20. dubna     |
| Portugalsko            |                             | velkokříž Řádu svatého Jakuba od meče | 1918, 30. listopadu |
| Spojené království     |                             | čestný rytíř velkokříže Řádu lázně    |                     |
| Spojené království     |                             | Řád za zásluhy                        | 1919, 26. července  |
| Spojené státy americké |                             | Distinguished Service Medal           |                     |
| Rusko                  |                             | Řád svatého Jiří II. třídy            |                     |
| Rusko                  | Řád svatého Jiří III. třídy |                                       |                     |
| Španělsko              |                             | velkokříž s řetězem Řádu Karla III.   | 1919                |
| Thajsko                |                             | Řád Rámy I. třídy                     | 1921, 22. prosince  |